# Zhibiani
Zhibiani (en georgiano y esvano: ჟიბიანი) es una aldea de Georgia ubicada en el noreste de la región de Mingrelia-Alta Esvanetia, siendo parte del municipio de Mestia.

## Toponimia
Zhibiani significa aldea alta en lengua esvana (en svano: ჟიბიანი).

## Geografía
La aldea es parte de la región histórica de Esvanetia y se administra desde el pueblo de Ushguli.

## Demografía
La evolución demográfica de Zhibiani entre 2002 y 2014 fue la siguiente:
| 164                                             | 87 |
| (Fuente: Population of Georgia in Soviet times) |    |

Según el censo de 2014, los georgianos (esvanos) constituían el 100% de la población.

## Infraestructura

### Arquitectura, monumentos y lugares de interés
Hay tres iglesias en Zhibiani. En el único lugar boscoso del pueblo se encuentra la iglesia del Salvador, un templo medieval de tipo basilical cuyo ábside de la cabecera se separa hacia el este. La iglesia de San Jorge se encuentra en las afueras del pueblo y es un templo medieval de tipo basilical, rodeada por un muro. En el norte de la aldea se encuentra el gran santuario de Esvanetia, iglesia de la Madre de Dios de Ushguli. 

## Galería

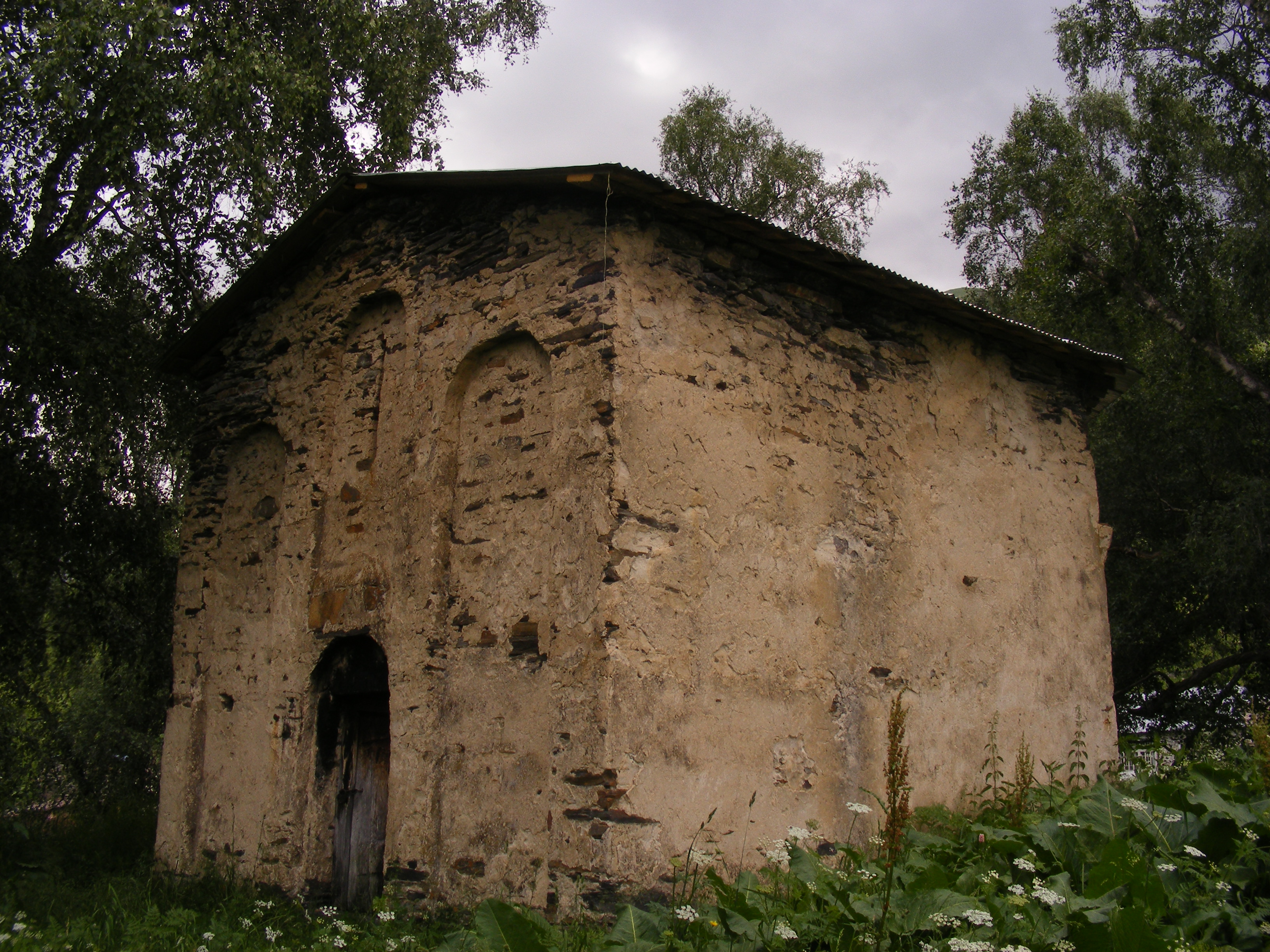
Iglesia del Salvador
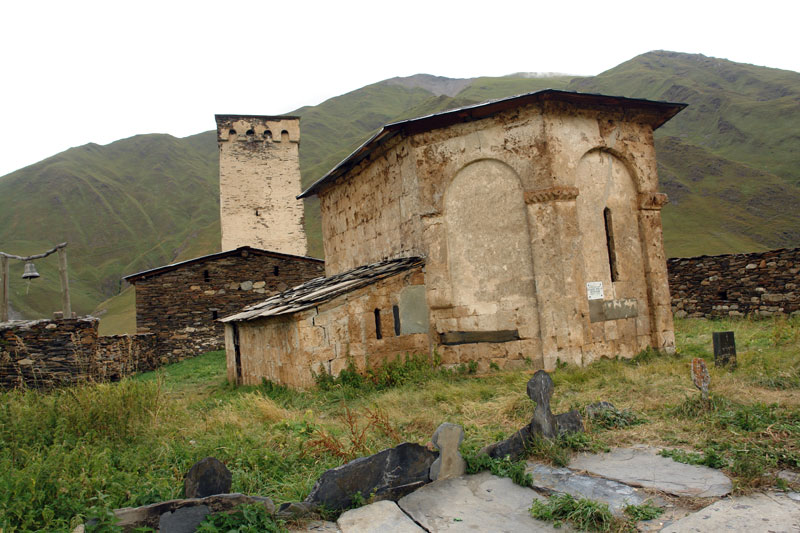
Iglesia de la Madre de Dios de Ushguli
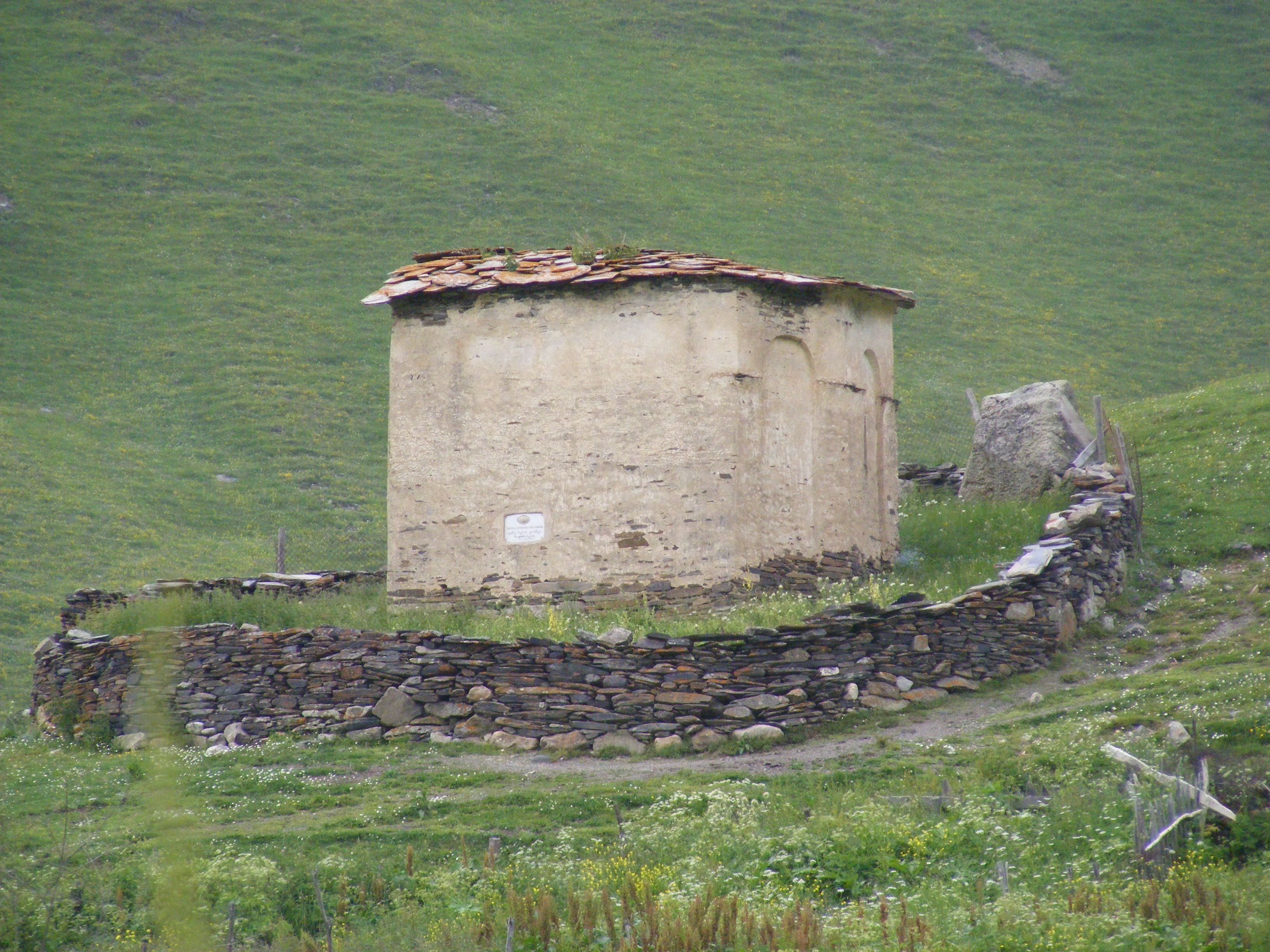
Iglesia de San Jorge